# Gintaras Karosas
Gintaras Karosas es un artista escultor lituano, nacido el 25 de junio de 1968 en Kryziokai, Provincia de Vilna. Es el fundador y diseñador del Europos Parkas.

## Datos biográficos
Karosas participó en varias exposiciones de obra gráfica como estudiante de la escuela secundaria. Después de graduarse de la Academia de Bellas Artes de Vilna con un título en escultura, completó su formación en museos de Japón y Estados Unidos.
Su trabajo en el Europas Parkas, comenzó cuando tenía diecinueve años - era un espacio arbolado, a las afueras de Vilna, que consideró adecuado para acoger un parque de esculturas y comenzó modelarlo. Colocó su primera escultura, símbolo de Europos Parkas, en 1991. Otros cinco esculturas de Karosas han sido instaladas en el parque desde entonces: Monumento del Centro de Europa (Monument of the Centre of Europe), Para su comodidad ( For Your Convenience), LNK Infotree, el lugar (The Place) y Fundaciones/Ventana (Foundations / Window).  También diseñó su centro educativo, que cuenta con un techo de hierba.
En 1995, The Wall Street Journal incluyó a Karosas en su lista de veinte jóvenes que habían producido importantes cambios en Europa Oriental y Central. Recibió una estatuilla de San Cristóbal de la ciudad de Vilnius en 2001 y el Premio Nacional de Cultura para el Progreso en 2006.